# Ladislav Noel
Ladislav Noel (21. června 1922, Teplička nad Váhom – 29. září 1996, Bratislava) byl slovenský fotograf, působící v Bratislavě.

## Životopis
Narodil se ve sklářské rodině a po bouřlivém mládí zakotvil v roce 1938 v Bratislavě, kde si oblíbil fotografii. Tvořil fotografii vědeckou, propagační a reportážní. Rozpracoval metodiky tvorby fotografických výstav, je autorem mnoha knih o fotografii. Od roku 1953 pracoval jako vedoucí metodik pro fotografii v SÚLITU při Slovenském výboru pro věci umění v Bratislavě, kde setrval 30 let. Napsal 46 publikací, je autorem více než 1000 odborných článků. Pracoval i jako osvětový pracovník, 7 let přednášel metodiku fotografie na FAMU v Praze. Jeho cílem bylo zkoumat fotografii z celospolečenského hlediska - sociálního, didaktického, výchovného, metodického. Zemřel v Bratislavě v roce 1996. Jeho početnou sbírku fotografií předala po jeho smrti v roce 1996 jeho manželka do Archivu národního trustu pro historická místa a Slovenskou republiku.

## Výběr z tvorby
- cyklus fotografií Socialistický realismus[5]

## Výběr z bibliografie
Podle zdroje:
- Škola fotografie pro začátečníky (1957, více reedic)
- Práce fotografických kroužků LIT (1958)
- Fotografujeme v přírodě (1958)
- Jak fotografovat (1959)
- Fotografie v názorné agitaci a propagaci (1961)
- Od diapozitivu po diafilm (1965)
- O fotografickém emotivním obraze (1969)
- Děláme fotogram (1972)
- Fotografie činnosti : práce, kultura a sport (1973)
- Dva póly fotografie (1976)
- Fotografická tematika, motiv a obraz (1976)
- Dálková škola fotografie (1980)
- Fotografické vidění a zobrazování (1983)
- K práci s barevným diapozitivem a diafilmem (1984)
- Zájmové útvary fotografické pro žáky středních škol (1985)
- Mladý fotograf (1987)
- Rozvoj amatérské fotografie na Slovensku (1988)

## Ocenění
Podle zdroje:
- Cena ministra kultury za rozvoj fotografie
- Pamětní medaile Karla Plicky
- Veřejné uznání za zásluhy o rozvoj Lamače a pamětní plaketa za celoživotní dílo